# 9021 Fagus
9021 Fagus è un asteroide della fascia principale. Scoperto nel 1988, presenta un'orbita caratterizzata da un semiasse maggiore pari a 2,5802123 UA e da un'eccentricità di 0,1721684, inclinata di 13,26672° rispetto all'eclittica.